# Draftosaurus
Draftosaurus ist ein Gesellschaftsspiel der französischen Spieleautoren Antoine Bauza, Corentin Lebrat, Ludovic Maublanc und Théo Rivière, das 2019 bei den Verlagen Ankama und Board Game Box erschien. Thematisch geht es bei diesem Spiel darum, einen Dinosaurierpark aufzubauen und damit möglichst viele Punkte zu machen.
Im Jahr nach dem Erscheinen wurde das Spiel international für mehrere Preise nominiert und empfohlen. So wurde es von der Jury des Spiel des Jahres auf die Empfehlungsliste 2020 aufgenommen und sowohl für den As d’Or – Jeu de l’Année in Frankreich, den Juego del Año in Spanien und den Gioco dell’Anno in Italien nominiert.

## Hintergrund und Ausstattung
In dem Spiel Draftosaurus handelt es sich um ein Spiel, bei dem die Spieler jeweils einen Dinosaurierpark aufbauen und über diesen möglichst viele Besucher zu begeistern. Das Spielmaterial besteht neben der Spielanleitung aus fünf doppelseitig bedruckten Zooplatten, 60 Dinosaurier mit jeweils 10 Tieren in sechs Arten (Tyrannosaurus, Brachiosaurus, Spinosaurus, Triceratops, Stegosaurus und Parasaurolophus), einem Stoffbeutel und einem sechsseitigen Würfel.

## Spielweise
Das Spiel kann mit zwei bis fünf Spielern gespielt werden. Zu Beginn bekommt jeder Mitspieler eine Zooplatte, die er vor sich ablegt. Abhängig von der Anzahl der Mitspieler werden Dinosaurierfiguren in den Stoffbeutel gelegt und gut durchgemischt. Zuletzt wird ein Startspieler bestimmt.
Gespielt wird in zwei Spielphasen mit je sechs Spielrunden, in denen jeweils ein Dinosaurier in allen Zoos platziert wird. Zu Beginn jeder Phase zieht jeder Mitspieler jeweils sechs Dinosaurier aus dem Stoffbeutel und nimmt sie zu sich, ohne sie den anderen Spielern zu zeigen. Der Startspieler würfelt danach mit dem Würfel, der vorgibt, welche Bedingungen für die Ansiedlung des Dinosauriers im eigenen Park gelten:
| Würfelseite   | Regel                                                                                   |
| ------------- | --------------------------------------------------------------------------------------- |
| Wald          | Die Dinosaurier müssen in einem Gehege im Wald angesiedelt werden.                      |
| Ebene         | Die Dinosaurier müssen in einem Gehege in der Ebene angesiedelt werden.                 |
| Toiletten     | Die Dinosaurier müssen rechts vom Fluss in der Nähe der Toiletten angesiedelt werden.   |
| Café          | Die Dinosaurier müssen links vom Fluss in der Nähe des Cafés angesiedelt werden.        |
| Leeres Gehege | Die Dinosaurier müssen in einem leeren Gehege angesiedelt werden.                       |
| T-Rex         | Die Dinosaurier müssen in einem Gehege angesiedelt werden, in dem noch kein T-Rex lebt. |

Alle Spieler platzieren nun einen ihrer Dinosaurier in einem Gehege, dabei müssen sich außer dem Spieler, der gewürfelt hat, alle an die gewürfelte Regel halten. Zudem gibt es sechs verschiedene Gehegetypen, die ebenfalls eigene Regeln haben, an die sich alle Spieler halten müssen:
| Gehege                  | Regel                                                                                 | Punktwertung |
| ----------------------- | ------------------------------------------------------------------------------------- | --- |
| Wald der Gleichartigen  | In diesem Gehege dürfen bis zu sechs Dinosaurier der gleichen Art angesiedelt werden. | Punkte gibt es entsprechend der Anzahl der Dinosaurier im Gehege, wobei sich die Punktezahl mit jedem Dinosaurier verdoppelt.                                                                                      |
| Ebene der Vielfalt      | In diesem Gehege dürfen Dinosaurier verschiedener Arten angesiedelt werden.           | Punkte gibt es entsprechend der Anzahl der Dinosaurier im Gehege, wobei sich die Punktezahl entsprechend einer Summenformel erhöht.                                                                                |
| Prärie der Verliebten   | In diesem Gehege dürfen alle Dinosaurierarten angesiedelt werden.                     | Paare derselben Art geben jeweils fünf Punkte. |
| Trio unter den Bäumen   | In diesem Gehege dürfen bis zu drei beliebige Dinosaurier angesiedelt werden.         | Wenn genau drei Dinosaurier hier platziert sind, erhält der Spieler sieben Punkte. |
| König des Dschungels    | In diesem Gehege darf nur ein einzelner Dinosaurier angesiedelt werden.               | Wenn in den Gehege ein Dinosaurier lebt, gibt er sieben Punkte, wenn der Spieler mindestens so viele Dinosaurierarten in seinem Zoo hat wie jeder andere Spieler. Hat ein Spieler mehr Arten gibt es keine Punkte. |
| Insel des Einzelgängers | In diesem Gehege darf nur ein einzelner Dinosaurier angesiedelt werden.               | Wenn in den Gehege ein Dinosaurier lebt, gibt er sieben Punkte, wenn er der einzige seiner Art im gesamten Zoo ist.                                                                                                |
| Fluss                   | Hier können beliebig viele Dinosaurier unabhängig von ihrer Art platziert werden.     | Jeder Dinosaurier auf dem Fluss gibt einen Punkt. |
|                         |                                                                                       | Jedes Gehege mit mindestens einem T-Rex gibt einen weiteren Siegpunkt. |

Wenn ein Spieler keinen Dinosaurier platzieren kann oder möchte, kann er in stattdessen auf den Fluss in der Mitte seiner Zooplatte setzen. Danach geben alle Spieler die Dinosaurier, die sie noch in der Hand haben, an ihren jeweils linken Sitznachbarn weiter.
Sind die ersten sechs Runden gespielt und alle Dinosaurier gesetzt, beginnt die zweite Phase, die genauso abläuft wie die erste. Das Spiel endet nach der zweiten Spielphase, wenn jeder Spieler zwölf Dinosaurier platziert hat. Jeder Spieler rechnet seine Siegpunkte zusammen, der Spieler mit den meisten Punkten gewinnt. Bei einem Gleichstand gewinnt der Spieler mit den wenigsten T-Rex in seinem Zoo.

## Varianten und Erweiterungen

### Winter-Variante
Die Zooplatten sind doppelseitig bedruckt und neben der Sommerversion gibt es auf jedem Tableau eine Winter-Version mit alternativen Platzierungsregeln und Wertungen:
| Gehege                  | Regel | Punktwertung |
| ----------------------- | --- | --- |
| Bäume in Reih und Glied | In diesem Gehege dürfen nur Dinosaurier von zwei Arten in festgelegter, abwechselnder Reihenfolge angesiedelt werden.                                                                | Punkte gibt es entsprechend der Anzahl der Dinosaurier im Gehege, wobei sich die Punktezahl mit jedem Dinosaurier verdoppelt. |
| Brücke der Liebe        | In diesen beiden Gehegen dürfen beliebig viele Dinosaurier verschiedener Arten angesiedelt werden.                                                                                   | Paare, die durch die Brücke getrennt sind, geben jeweils sechs Punkte.                                                        |
| Die Pyramide            | In diesem Gehege dürfen bis zu sechs Dinosaurier angesiedelt werden, dabei dürfen zwei Dinosaurier der gleichen Art nicht auf zwei benachbarten Flächen angesiedelt werden.          | Die Anzahl der Punkte ist abhängig von der Platzierung der Dinosaurier.                                                       |
| Trio unter den Bäumen   | In diesem Gehege dürfen bis zu drei beliebige Dinosaurier angesiedelt werden. | Wenn genau drei Dinosaurier hier platziert sind, erhält der Spieler sieben Punkte.                                            |
| Aussichtspunkt          | In diesem Gehege darf nur ein einzelner Dinosaurier angesiedelt werden. | Für jeden Dinosaurier der gleichen Art im Zoo des rechten Sitznachbars bekommt der Spieler zwei Siegpunkte.                   |
| Quarantänezone          | In diesem Gehege darf nur ein einzelner Dinosaurier angesiedelt werden. Bei Spielende vor der Wertung wird der Dinosaurier in ein beliebiges anderes Gehege oder im Fluss platziert. | – |

Die beiden Versionen ermöglichen es den Spielern, in zwei aufeinanderfolgenden Partien beide Jahreszeiten zu spielen.

### Marina
In der Marina-Erweiterung sind zehn Plesiosaurier-Figuren sowie fünf Marinaplatten als zusätzliche Gehege enthalten. Für das Spiel werden die Plesiosaurier den anderen Figuren im Beutel zugefügt und die Marinaplättchen an die Zooplättchen angelegt.
Ein Plesiosaurus kann unabhängig von den vorgegebenen Regeln des Würfels eingesetzt werden und wird immer im Fluss platziert. Von dort rückt es in den oberen Bereich des Marina-Geheges vor. Das Gehege ist durch Brücken in mehrere Abschnitte aufgeteilt und immer, wenn der Spieler einen auf der nächsten Brücke abgebildeten Dinosaurier in seinem Zoo platziert, darf der Plesiosaurier ein Becken weiter, wodurch er mehr Punkte einbringt.

### Aerial Show
In der Aerial Show-Erweiterung sind zehn Pterodactylus-Figuren sowie fünf Volierenplatten als zusätzliche Gehege enthalten. Die Volierenplatten werden oben an die Zooplättchen angelegt, danach wird der Beutel ohne die Pterodactylus-Figuren vorbereitet und jeder Spieler zieht zwei Dinosaurier, die er auf die Nester mit den Eiern der Volierenplatte stellt. Danach werden je zwei Pterodactylus-Figuren pro Person in den Beutel gelegt.
Ein Pterodactylus-Figuren kann nur und als einzige Art auf dem Volierenplättchen angesiedelt werden, der Regelwürfel hat keinen Einfluss auf die Tiere. Der erste Pterodactylus kann nur in einem Nest an den ersten Berg gesetzt werden, danach stehen alle Nester zur Verfügung. Wird ein Pterodactylus auf einem Nest platziert, löst er einen Effekt aus; bei Nestern mit einem Ei und einem Dinosaurier, wird dieser sofort in ein beliebiges Gehege gestellt. Andere Nester bringen Siegpunkte oder setzen den Regelwürfel für den Rest der Partie außer Kraft.

### Goodie Tile
Das Goodie-Tile ist ein weiteres Gehege, das in der Winter-Version auf den Aussichtsturm gelegt wird. Auf dem neuen Gehege können zwei Dinosaurier angesiedelt werden und jedes Gehege, in dem sich bei Spielende ein Paar aus diesen beiden Dinosauriern befindet, bringt drei zusätzliche Siegpunkte.

## Ausgaben und Rezeption
Draftosaurus wurde von den französischen Spieleautoren Antoine Bauza, Corentin Lebrat, Ludovic Maublanc und Théo Rivière entwickelt und erschien 2019 auf Niederländisch, Deutsch, Englisch und Französisch bei den Verlagen Ankama und Board Game Box. Im gleichen Jahr erschien das Spiel zudem in Lizenz auf Koreanisch und Spanisch und 2020 kamen Versionen auf Portugiesisch, Polnisch, Japanisch, Ungarisch und Tschechisch sowie 2022 auf Chinesisch hinzu.
Das Spiel wurde 2020 von der Jury des Spiel des Jahres auf die Empfehlungsliste aufgenommen. Es wurde zudem international für mehrere Spielepreise nominiert, darunter für den As d’Or – Jeu de l’Année in Frankreich, den Juego del Año in Spanien und den Gioco dell’Anno in Italien.
Im Jahr 2020 erschienen die beiden Erweiterungen Marina und Aerial Show sowie die Mini-Erweiterungen Special Attractions und Goodie Tile.

## Belege
1. 1 2 3 4 5 6 7 8  
Offizielle Spielregeln für Draftosaurus, Board Game Box 2019
2. 1 2  
Offizielle Spielregeln für Draftosaurus: Marina, Board Game Box 2020
3. 1 2  
Offizielle Spielregeln für Draftosaurus: Aerial Show, Board Game Box 2020
4. ↑  
Offizielle Spielregeln für Draftosaurus: Goodie Tile, Board Game Box 2020
5. 1 2  Draftosaurus: Goodie Tile in der Spieledatenbank BoardGameGeek (englisch); abgerufen am 29. Dezember 2022.
6. ↑  
Versionen von Draftosaurus in der Datenbank BoardGameGeek; abgerufen am 29. Dezember 2022.
7. ↑  
Draftosaurus auf der Website des Spiel des Jahres e.V.; abgerufen am 29. Dezember 2022.
8. ↑  Draftosaurus: Marina in der Spieledatenbank BoardGameGeek (englisch); abgerufen am 29. Dezember 2022.
9. ↑  Draftosaurus: Aerial Show in der Spieledatenbank BoardGameGeek (englisch); abgerufen am 29. Dezember 2022.
10. ↑  Draftosaurus: Special Attractions in der Spieledatenbank BoardGameGeek (englisch); abgerufen am 29. Dezember 2022.